# 櫻井敏治
櫻井敏治（日语：／ Sakurai Toshiharu，1964年7月3日—），為日本的男性聲優。

## 生平
畢業於東京廣播學院廣播劇演員科，大部分是為搞笑、壞蛋、性格開朗或肥胖的角色類型做配音，在西方的電影當中，也曾為著名的演員如安東尼·安德森和喬納·希爾等所飾演的較肥胖的角色配音。

## 作品

### 電視動畫
以下動畫按年份排序

#### 1980年代
1985年
- 三眼神童（板東）

1988年
- 超音戰士（鄉田亂童）

1989年
- YAWARA!（畑山）

#### 1990年代
1990年
- 冒險少女娜汀亞（哈索）

1992年
- 妙廚老爹（工藤三平）
- 蠟筆小新（四郎）
- 哆啦A梦（刚田武的玄孙，寺野，众多配角）

1993年
- 叮噹貓（花田菊之助）
- 海潮之聲（無名氏）
- 忍者亂太郎（綱野三太夫、突庵望太、曇鬼(初代)）

1994年
- 咕嚕咕嚕魔法陣（馬德拉格萊）

1996年
- 天才寶貝（后藤正吉）
- 熱鬥小馬（山本菅助）
- 名偵探柯南（森本喜宣、引屋門成、仲町通也）

1997年
- 金田一少年之事件簿（桂橫平）
- 新·天地無用！（尼崎和彥）

1998年
- 危險調查員（奧特）

1999年
- 傀儡師左近（齊藤健一）

#### 2000年代
2003年
- 偵探學園Q（赤井英男、福良刑事）

2004年
- 遊戲王GX（岩丸）

2005年
- TSUBASA翼（蟹夫）
- BLEACH（元乘寺辰房）

2006年
- 銀魂（菊屋）
- 蒼天之拳（平田純）
- 史上最強弟子兼一（科學教師）

2007年
- 逆境無賴（安藤守）

2008年
- 骷髏13（喬治）

#### 2010年代
2010年
- 女僕咖啡廳（荒井和豐）
- 信蜂 REVERSE（ボルト）

2011年
- HUNTER×HUNTER（東巴）

2012年
- 黃昏乙女×失憶幽靈（村民）
- 松本零士「OZUMA」（エジボーラ・ギー）
- 航海王（ハリセンボン）

2013年
- 戀愛研究所（入君）

2014年
- 即使如此世界依然美麗（提提魯）

2015年
- 亞爾斯蘭戰記（伊諾肯迪斯七世）
- 青年黑傑克（父親）

2016年
- 亞爾斯蘭戰記 風塵亂舞（伊諾肯迪斯七世）
- 食戟之靈 貳之皿（審查員C）
- 發條精靈戰記 天鏡的極北之星（塔姆茲庫茲庫·薩費達）
- 魔法使 光之美少女！（艾薩克）

2017年
- （マルク）
- 妖怪公寓的優雅日常（山田）
- THE REFLECTION（保鑣）
- 奇諾之旅 -the Beautiful World- the Animated Series（中年士兵）

2018年
- 銀河英雄傳說 Die Neue These 邂逅（伍蘭夫）

2019年
- 荒野的壽飛行隊（拉哈馬鎮長）

#### 2020年代
2024年
- 福星小子（水乃小路父[2]）
- 地下城中的人（地精）

2025年
- 新吊帶襪天使（惡靈）

### OVA
- 亂馬1/2 邪惡之鬼（壽司屋）
- 機動戰士GUNDAM0083 STARDUST MEMORY（男子）
- 天地無用！魎皇鬼（尼崎和彥）
- OTAKU的錄像帶（田中）
- 銀河英雄傳說（科爾特·傑格夫貝爾）
- 真蓋特機器人對NEO蓋特機器人（大道剴）

### 網路動畫
2024年
- 到哪裡都牧場王（菅助[3]）

## 外部連結
- 桜井敏治 - 81プロデュースの公式サイト （页面存档备份，存于）